# دهگاه (بروجرد)
دِهگاه روستایی است بزرگ و قدیمی در شهرستان بروجرد. این روستا در دهستان دره‌صیدی در منطقه‌ای کوهستانی با کوه‌های تپه‌مانند قرار گرفته و فاصله آن تا شهر بروجرد چهارده کیلومتر است. آب و هوای آن کوهستانی با تابستان‌های خشک و زمستان‌های سرد است. گندم و انگور، تولیدات اصلی آن هستند. دهگاه مجاور روستای دره صیدی است و این دو بیشتر با هم با نام «دهگاه دره‌صیدی» شناخته می‌شوند. این دو روستا از طریق جاده دره‌صیدی قابل دسترسی هستند.

## جمعیت
بنابر سرشماری مرکز آمار ایران، جمعیت ده گاه در سال ۱۳۸۵ برابر با ۸۴۸ نفر بوده‌است که از این میان ۴۳۶ نفر مرد و بقیه زن بوده‌اند. این دهستان ۲۳۹ خانوار دارد.